# Торвальдсен, Филип Эрик
Филип Эрик Торвальдсен (норв. Filip Erik Thorvaldsen; родился 15 апреля 2006) — норвежский футболист, вингер клуба «Волеренга».

## Клубная карьера
Воспитанник академии футбольного клуба «Волеренга». В феврале 2023 года подписал с клубом профессиональный контракт. 4 июня 2023 года дебютировал в основном составе «Волеренги» в матче Элитсерии против клуба «Будё-Глимт».

## Карьера в сборной
Выступал за сборные Норвегии до 16 и до 17 лет.